# 门门
《门门》（又译作）是一款由中村光一设计，艾尼克斯公司發行的益智游戏。游戏于1983年在NEC PC-8801个人电脑发行，后移植至其他个人电脑及FC游戏机。
玩家控制着一个戴着棒球帽角色稱為中君（英語：Chun），目標是让其他敵人进入门内并关闭通關。遊戲有三種敵人，分別是黃色的蛞蝓岡（英語：Namegon），粉色的因貝君（英語：Invekun）和藍色的阿黴醬（英語：Amechan），此外還有第四個敵人，為綠色的蝌蝌老大（英語：Otapron）它在部分平台出現，會跟著中君一起跳但不會掉落。